# Діарея
Діаре́я (від грец. διαρροή — «витікання») — патологічний стан, клінічний симптом, за якого виникають неоформлені чи рідкі випорожнення три або більше разів на добу (або частіше ніж зазвичай для конкретної людини). Часті оформлені випорожнення не є діареєю. Неоформлені «пастоподібні» випорожнення у дітей, які перебувають на грудному вигодовуванні, також не вважаються діареєю.

## Клінічні типи
ВООЗ розглядає три клінічні типи діареї:
- гостра водяниста діарея — триває кілька годин або діб;
- гостра кривава діарея;
- стійка діарея — триває понад 14 діб.[1]

## Гостра, затяжна і хронічна діарея
Гостра діарея — патологічний процес триває до 2-х тижнів. Виділяють затяжну діарею, яка триває 14-30 днів. Хронічна діарея — патологічний процес триває понад 1 місяць. Хронічну діарею частіше спричинюють неінфекційні фактори, ніж інфекційні.

## Назва
В українській мові існують такі назви діареї: проно́с, поно́с, розм. — бігу́нка, бігу́нець, швидка настя, заст. отро́ба.

## Етіологія
Найчастіше причиною гострої діареї є інфекційні збудники. Діарею зазвичай спричиняють віруси, бактерії, рідше найпростіші, токсини бактерій. Діарея, що виникає у туристів, які відвідують екзотичні країни, називається «діареєю мандрівників». Окрім того, діарею можуть спричиняти неінфекційні чинники — деякі отруєння (солями важких металів, грибами тощо), медикаменти, харчова непереносимість тощо. Серед бактерійних хвороб з діареєю перебігають сальмонельоз, шигельоз, ешерихіоз. Кампілобактеріоз — одна з інфекційних бактеріальних хвороб, за якої діарея є провідною.

## Патогенез

### Механізми діареї
Будь-яка діарея є наслідком переважання водно-електролітної секреції над абсорбцією в кишечнику. У патогенезі діареї беруть участь 4 основні механізми:
- кишкова секреція;
- підвищення осмотичного тиску в порожнині кишки;
- порушення транзиту кишкового вмісту;
- кишкова ексудація.

Безсумнівно, механізми діареї тісно пов'язані між собою, проте для кожного захворювання характерний переважний тип порушення іонного транзиту. Так, для «діареї мандрівників» характерне переважання кишкової секреції. Її спричинюють екзотоксини кишкових патогенних мікроорганізмів, які опосередковано зумовлюють накопичення ентероцитарних внутрішньоклітинних проміжних продуктів біохімічного циклу АТФ-АМФ і ГТФ-ГМФ, що призводить до активної кишкової секреції. Рідше секрецію збільшують цитотоксини. Вони можуть зумовлювати також вивільнення прозапальних цитокінів, що втягують у процес клітини, які, своєю чергою, сприяють активації секреції, породжуючи вивільнення чинників, таких як простагландини або тромбоцитарний фактор активації.
Стійка діарея, яка може перейти в хронічну, часто породжує авітаміноз і дефіцит мінералів, що може спричинити інші проблеми організму, наприклад, анемію.

### Роль та види дегідратації
Найзначнішою загрозою, яку породжує інфекційна діарея, є дегідратація. Під час діареї вода і основні електроліти (натрій, хлор, калій і бікарбонат) виводяться з організму у складі рідких випорожнень. Дегідратація наростає, якщо ці втрати не відшкодовуються.
ВООЗ пропагує поділ дегідратації на три ступені, за якими можна здійснити швидку спрощену діагностику дегідратаційних порушень, а отже, і раніше застосовувати адекватне лікування не тільки лікарями, а й медпрацівниками нижчих ланок охорони здоров'я.
Отож виділяють такі ступені дегідратації:
- Рання дегідратація — не має ознак або симптомів;
- Помірна дегідратація — у хворого виявляють дві або більше з таких ознак:

1. Достатнє вживання рідини внаслідок спраги;
2. Неспокійна поведінка чи дратівливість;
3. Розправляння шкірної складки менш ніж за 2 секунди;
4. Відчуття м'якості при натисканні на очні яблука;
5. Помірно сухий язик;
6. Знижений діурез;
7. Холодні дистальні відділи кінцівок;

- Тяжка дегідратація — характерна наявність більше двох з таких ознак:

1. Недостатнє вживання рідини або відмова від неї;
2. Патологічна сонливість або сплутаність свідомості;
3. Період розправляння шкірної складки триває понад 2 с;
4. Глибоко запалі очі;
5. Дуже сухий язик;
6. Відсутність сечовиділення;
7. Холодні вологі ціанотичні кінцівки;
8. Різка блідість шкіри тулуба;
9. Частий слабкий пульс поєднується з низьким артеріальним тиском.

Тяжка дегідратація по суті є дегідратаційним шоком, що може призводити до смерті, якщо не відшкодовувати втрати рідини і електролітів з організму хворого шляхом крапельного внутрішньовенного вливання.

## Смертність
Щорічно від діареї помирають близько 525 000 дітей віком до п'яти років. У всьому світі зафіксовано майже 1,7 мільярда випадків діареї у дітей. Хоча причиною гострої діареї можуть бути і неінфекційні чинники, однак найбільше клінічне значення має інфекційна діарея. Щорічно в світі відбувається близько двох мільярдів випадків захворювання на інфекційну діарею. Гостра діарея займає третє місце серед усіх причин смерті від інфекційних хвороб у світі, є другою за значимістю причиною смерті дітей у віці до п'яти років (поступаючись лише пневмонії). Більшість смертей від гострої діареї припадає на дітей у віці до п'яти років. Діарея є провідною причиною проблем з харчуванням у дітей до п'яти років. Діти, які недоїдають або мають ослаблений імунітет, а також люди, які хворіють на ВІЛ-інфекцією, уразливі через діарею.Смерть у разі захворювання на інфекційну діарею може настати внаслідок дегідратації та розвитку дегідратаційного шоку, рідше внаслідок інфекційно-токсичного шоку (наприклад, у випадку шигельозу, спричиненого серогрупою О1).. Діарея розвивається здебільшого в результаті споживання забруднених харчових продуктів і води. У всьому світі за даними ВООЗ близько 780 млн людей не мають доступу до чистої води і 2,5 млрд людей не мають доступу до основних засобів санітарії.

## Лікування
Основні заходи для лікування діареї такі:
- Консультування з лікарем, зокрема щодо лікування гострої кривавої діареї, стійкої та хронічної діареї.
- Регідратація за допомогою розчину оральних регідратаційних солей (ОРС). ОРС — це суміш чистої води, солей і цукрози. Після проковтування вони всмоктуються в тонкому кишечнику і заміщають воду і електроліти, що були виведені з організму діареєю. ОРС існують як офіцінальні препарати для виготовлення необхідного розчину безпосередньо перед вживанням, але за відсутності офіцінального препарату ОРС може бути приготовлена в домашніх умовах.

У дітей до ОРС необхідно додавати цинк, що зменшить тривалість діареї на 25 % і зумовить зменшення обсягу випорожнень на 30 %.
- Регідратація через парентеральне (внутрішньовенні чи інше) введення розчинів у випадку помірної дегідратації з блюванням, що не зупиняється медикаментозно, тяжкої дегідратації або дегідратаційного шоку.
- Харчові продукти, багаті поживними речовинами (в Україні використовують при стаціонарному лікуванні стіл № 4 за Певзнером). Замкнене коло недостатності харчування у дітей і діареї можна розірвати завдяки годуванню їх харчовими продуктами, багатими на поживні речовини (включаючи грудне молоко), як під час діареї, так і при подальшому годуванні дітей, що одужали, поживними продуктами (включаючи грудне вигодовування дітей протягом перших шести місяців життя).

## Профілактика
Основні заходи для профілактики діареї такі:
- доступ до безпечної питної води;
- поліпшені засоби санітарії;
- миття рук з милом;
- винятково грудне вигодовування дитини протягом перших шести місяців життя;
- належна особиста гігієна та гігієна харчових продуктів;
- санітарна освіта щодо шляхів поширення інфекцій;
- вакцинація проти ротавірусної інфекції.